# Kraj Midden-Wolga
De kraj Midden-Wolga (Russisch: Средневолжский край)  was een kraj van de RSFSR. De kraj lag in het zuiden van Europees Rusland. De kraj bestond van 10 januari 1929 tot 13 september 1936. De kraj ontstond uit de Oblast Midden-Wolga en ging op in de Mordviense Autonome Socialistische Sovjetrepubliek. De hoofdstad was Samara.

## Geschiedenis
Op 20 oktober 1929 ontstond de kraj uit de oblast Midden-Wolga. Op 10 januari werd de okroeg Mordovsk die onderdeel van de Mordovische Autonome Oblast. Op 10 februari 1932 werd het gebied van de kraj opgedeeld in kleinere eenheden. Op 7 december 1934 werd er een deel van de oblast Orenburg onderdeel van de kraj. Op 20 december werd de Mordviense Autonome Oblast dat in 1934 verheven werd tot de Mordviense Autonome Socialistische Sovjetrepubliek. Op 27 januari 1935 werd het gebied rond Samara onderdeel van de kraj Koejbysjev die op 5 december 1936 opging in de Mordviense Autonome Socialistische Sovjetrepubliek.